# Церковь Вознесения Господня (Белёв)
Церковь Вознесения Господня — бывший единоверческий храм Русской православной церкви, расположенный в городе Белёве Тульской области. В настоящее время перестроенное здание храма занято Пенсионным фондом Белёвского района.

## Описание
В письменных источниках церковь упоминается за 1620 год в «Белёвской дозорной книге церквей, посадских черных жилых дворов и дворовых пустых мест города, письма и дозора воеводы Василья Афанасьевича Кирикрейского», где сказано: «Церковь Вознесение Господа Бога и Спаса нашего Исуса Христа, древянная, клецки. А в ней: образ меснай Вознесения Христова, на празелени; да в пределе образ Василья Великого Ангинские церкви, да деисус, на красках, да двери Царские. А книг и колоколов у той церкви нет от воины от литовских людей».

Через пять лет, в 1625 году эта же деревянная клетская церковь упомянута в Белёвской писцовой книге церквей письма Василия Савельевича Чернышова и подьячего Осипа Богданова, но уже с «Божией милосердией в ней: образы месныя и книги, и ризы, и всякоя церковноя строенья».
Церковь расположена на высоком левом берегу почти пересохшего речки-ручья Малая Вырка (левый приток Оки). Церковный приход образовался в 1818 году после изъявления желания умеренной части старообрядцев присоединиться к Православной церкви на правах единоверия. В состав прихода входили прихожане, проживающие в разных районах города Белёва и деревень Ганьшино и Ходыкино. Каменная единоверческая церковь была устроена в жилом доме в 1818 и капитально перестроена в 1840 году с колокольней и приделом во имя архистратига Михаила на средства белёвского купца М. И. Федосеева. Особо почитаемые иконы: Казанской Божией Матери, Успения Пресвятой Богородицы, Знамения Божией Матери, великомученика Пантелеймона, Иоанна Предтечи.
Является ли эта церковь правопреемницей упомянутой в Белёвской дозорной и писцовой книгах доподлинно неизвестно, как и нет сведений о другом Вознесенском храме в Белёве. Закрыта церковь в 1930-х, были сломаны венчания. В настоящее время перестроенное здание храма занято Пенсионным фондом РФ Белёвского района.